# 迪亞穆
迪亞穆（法語：Diamou），是馬里的城鎮，位於該國西部，由卡伊區的卡伊省負責管轄，處於塞內加爾河左岸，面積2,000平方公里，海拔高度71米，2009年人口13,793，人口密度每平方公里6.9人。